# تتیانا کیت
تتیانا کیت (به اوکراینی: Тетяна Кіт؛ متولد ۱ سپتامبر ۱۹۹۴) کشتی‌گیر آزادکار اهل اوکراین است. وی سابقه حضور در المپیک ۲۰۲۰ توکیو را دارد.